# 1663
1663 је била проста година.

## Рођења

### Август
- 18. октобар — Еуген Савојски, аустријски војсковођа